# Biserica Sfântul Ioan Piață
Biserica Sfântul Ioan Piață se află pe locul fostei străzii Șerban Vodă aproape de Piața Unirii și de Bulevardul Ion C. Brătianu.
Biserica a fost construită în anul 1774 în stil bizantin foarte modest, nu ca alte biserici de pe vremea aceea. În anul 1818 biserica a fost reînnoită, în 1847 restaurată. În anii 1965 și 1966 a fost modernizată (curent electric, încălzire) prin purtarea de grijă a patriarhului Justinian Marina.